# Brackel (okręg administracyjny)
Brackel, Dortmund-Brackel – okręg administracyjny (Stadtbezirk) w Dortmundzie, w kraju związkowym Nadrenia Północna-Westfalia. Liczy 54 146 mieszkańców (31 grudnia 2012) i ma powierzchnię 30,88 km².

## Dzielnice
Okręg składa się z czterech dzielnic (Stadtteil):
1. Asseln
2. Brackel
3. Wambel
4. Wickede